# Moe Irvin
Maurice "Moe" Irvin es un actor estadounidense de cine y televisión conocido por su papel como el Enfermero Tyler Christian en el drama médico Grey's Anatomy.
Además de su papel recurrente en Grey's Anatomy, tuvo menores apariciones en Alias, In Justice y V.I.P., y en las películas Killer Weekend, The Human Quality, Con Games, The Helix... Loaded, Hush: A Film by Eva Minemar, Bulldog, y Shakedown.